# Scuderia Sant’Ambroeus
Scuderia Sant'Ambroeus – dawny włoski zespół wyścigowy.

## Historia
Zespół został założony w 1951 roku w Mediolanie. Zespół, założony z pomysłu Eugenio Dragoniego, Alberto della Beffy, Franco Martinengo, Alessandro Zafferriego i Elio Zagato, miał służyć głównie do promowania włoskich kierowców, by ci dostali się do Formuły 1. W 1953 roku zespół połączył siły z Federazione Italiana Scuderie Automobilistiche (Włoskim Stowarzyszeniem Zespołów Wyścigowych), które również miało na celu promowanie młodych kierowców. Scuderia Sant'Ambroeus zadebiutowała w wyścigach w 1955 roku. Kierowcy zespołu: Elio Zagato i Giorgio Cecchini, zdobyli tytuły we włoskich mistrzostwach GT2000 i 750 Sport. Zespół wraz z Giancarlo Baghettim w Formule 1 zadebiutował w Grand Prix Francji 1961. Baghetti wygrał ten wyścig, stając się jedynym debiutantem, który zwyciężył w wyścigu. Po Grand Prix Włoch zespół wycofał się z Formuły 1. W 1962 roku kierowca zespołu, Ludovico Scarfiotti, wygrał Mistrzostwa Włoch w Wyścigach Górskich. Dragoni piastował stanowisko zespołu do 1966 roku. Zespół został rozwiązany w 1970 roku.

## Wyniki w Formule 1
| Legenda oznaczeń w tabelach wyników Wyświetl szablon na nowej stronie | Legenda oznaczeń w tabelach wyników Wyświetl szablon na nowej stronie                                                                     |
| Oznaczenie                                                            | Wyjaśnienie |
| --------------------------------------------------------------------- | --- |
| Złoty                                                                 | Zwycięzca lub mistrzostwo |
| Srebrny                                                               | 2. miejsce lub wicemistrzostwo |
| Brązowy                                                               | 3. miejsce lub II wicemistrzostwo |
| Zielony                                                               | Ukończył, punktował (w klasyfikacji generalnej, gdy zdobył co najmniej jeden punkt na przestrzeni sezonu, poza trzema powyższymi opcjami) |
| Niebieski                                                             | Ukończył, nie punktował (w klasyfikacji generalnej, gdy nie zdobył co najmniej jednego punktu na przestrzeni sezonu)                      |
| Czerwony                                                              | Nie zakwalifikował się (NZ) |
| Czerwony                                                              | Nie prekwalifikował się (NPK) |
| Różowy                                                                | Nie ukończył (NU) |
| Różowy                                                                | Niesklasyfikowany (NS) (w klasyfikacji generalnej, gdy nie został sklasyfikowany w żadnym wyścigu sezonu)                                 |
| Czarny                                                                | Zdyskwalifikowany (DK) |
| Czarny                                                                | Wykluczony (WYK/EX) |
| Biały                                                                 | Nie wystartował (NW) |
| Biały                                                                 | Kontuzjowany (K/INJ) |
| Biały                                                                 | Wyścig odwołany (OD/C) |
| Bez koloru                                                            | Został wycofany (WYC/WD) |
| Bez koloru                                                            | Nie przybył (NP/DNA) |
| Bez koloru                                                            | Nie brał udziału w treningach (NT/DNP) |
| Bez koloru                                                            | Nie został zgłoszony (–) |
| Pogrubienie                                                           | Start z pole position |
| Kursywa                                                               | Najszybsze okrążenie wyścigu |
| †                                                                     | Nie ukończył, ale jego rezultat został zaliczony ze względu na przejechanie więcej niż 90% dystansu wyścigu.                              |
| *                                                                     | Sezon w trakcie |
| 1/2/3                                                                 | Punktowana pozycja w sprincie kwalifikacyjnym                                                                                             |
| Lista systemów punktacji Formuły 1                                    | |

| Rok  | Samochód    | Silnik     | Opony | Kierowcy           | 1   | 2   | 3   | 4   | 5   | 6   | 7   | 8   |
| ---- | ----------- | ---------- | ----- | ------------------ | --- | --- | --- | --- | --- | --- | --- | --- |
| 1961 | Ferrari 156 | Ferrari V6 | D     |                    | MCO | NLD | BEL | FRA | GBR | DEU | ITA | USA |
| 1961 | Ferrari 156 | Ferrari V6 | D     | Giancarlo Baghetti |     |     |     | 1   | NU  |     | NU  |     |